# Prefontaine Classic 2023
Die Prefontaine Classic 2023 war eine Leichtathletik-Veranstaltung, die am 16. und 17. September im Hayward Field in Eugene im US-Bundesstaat Oregon stattfand und Teil der Diamond League war. Es war dies das letzte Meeting Veranstaltungsreihe und damit alleiniger Ausrichter des Finals in allen 16 Bewerben für Männer und Frauen. Die Einzelsieger in jedem Bewerb sicherte sich wie bereits im Vorjahr auch den Gesamtsieg in der Diamond-League-Wertung.

## Ergebnisse

### Männer

#### 100 m
| Platz | Athlet             | Land | Zeit (s) |
| ----- | ------------------ | ---- | -------- |
| 1     | Christian Coleman  | USA  | 09,83 WL |
| 2     | Noah Lyles         | USA  | 09,85    |
| 3     | Ferdinand Omanyala | KEN  | 09,85    |
| 4     | Kishane Thompson   | JAM  | 09,87    |
| 5     | Marvin Bracy       | USA  | 10,01    |
| 6     | Yohan Blake        | JAM  | 10,08    |
| 7     | Joshua Hartmann    | GER  | 10,30    |
| 8     | Letsile Tebogo     | BOT  | 10,61    |
|       | Ackeem Blake       | JAM  | DSQ      |

Wind: +0,1 m/s

#### 200 m
| Platz | Athlet            | Land | Zeit (s) |
| ----- | ----------------- | ---- | -------- |
| 1     | Andre De Grasse   | CAN  | 19,76 SB |
| 2     | Kenneth Bednarek  | USA  | 19,95    |
| 3     | Erriyon Knighton  | USA  | 19,97    |
| 4     | Alexander Ogando  | DOM  | 20,08    |
| 5     | Kyree King        | USA  | 20,16    |
| 6     | Aaron Brown       | CAN  | 20,23    |
| 7     | Joseph Fahnbulleh | LBR  | 20,38    |

Wind: +0,6 m/s

#### 400 m
| Platz            | Athlet               | Land | Zeit (s) |
| ---------------- | -------------------- | ---- | -------- |
| 1                | Kirani James         | GRN  | 44,30 SB |
| 2                | Quincy Hall          | USA  | 44,44    |
| 3                | Vernon Norwood       | USA  | 44,61    |
| 4                | Bryce Deadmon        | USA  | 44,90    |
| 5                | Rusheen McDonald     | JAM  | 45,10    |
| 6                | Leungo Scotch        | BOT  | 45,18    |
| 7                | Gilles Biron         | FRA  | 45,51    |
|                  | Matthew Hudson-Smith | GBR  | DNF      |
| Alexander Ogando | DOM                  | DSQ  |          |

#### 800 m
| Platz | Athlet                       | Land | Zeit (min)       |
| ----- | ---------------------------- | ---- | ---------------- |
| 1     | Emmanuel Wanyonyi            | KEN  | 1:42,80 WL MR PB |
| 2     | Marco Arop                   | CAN  | 1:42,85 NR       |
| 3     | Djamel Sedjati               | ALG  | 1:43,06 SB       |
| 4     | Yanis Meziane                | FRA  | 1:43,94 =PB      |
| 5     | Daniel Rowden                | GBR  | 1:44,21          |
| 6     | Bryce Hoppel                 | USA  | 1:44,63          |
| 7     | Benjamin Robert              | FRA  | 1:45,43          |
| 8     | Saúl Ordóñez                 | ESP  | 1:45,90          |
| 9     | Wyclife Kinyamal             | KEN  | 1:46,93          |
|       | Navasky Anderson (Pacemaker) | JAM  | DNF              |

#### Bowerman Mile
| Platz                     | Athlet                     | Land | Zeit (min)           |
| ------------------------- | -------------------------- | ---- | -------------------- |
| 1                         | Jakob Ingebrigtsen         | NOR  | 3:43,73 WL DLR MR AR |
| 2                         | Yared Nuguse               | USA  | 3:43,97 AR           |
| 3                         | George Mills               | GBR  | 3:47,65 PB           |
| 4                         | Mario García               | ESP  | 3:47,69 NR           |
| 5                         | Reynold Kipkorir Cheruiyot | KEN  | 3:48,06 WU20R        |
| 6                         | Cole Hocker                | USA  | 3:48,08 PB           |
| 7                         | Narve Gilje Nordås         | NOR  | 3:48,24 PB           |
| 8                         | Azeddine Habz              | CAN  | 3:48,64 NR           |
| 9                         | Niels Laros                | NED  | 3:48,93 NR           |
| 10                        | Stewart McSweyn            | AUS  | 3:49,32 SB           |
| 11                        | Samuel Tanner              | NZL  | 3:49,51 PB           |
| 12                        | Elliot Giles               | GBR  | 3:51,63 PB           |
| 13                        | Abel Kipsang               | KEN  | 3:53,50 SB           |
|                           | Cameron Myers (Pacemaker)  | AUS  | DNF                  |
| Erik Sowinski (Pacemaker) | USA                        | DNF  |                      |

#### 3000 m
| Platz                     | Athlet                  | Land | Zeit (min)           |
| ------------------------- | ----------------------- | ---- | -------------------- |
| 1                         | Jakob Ingebrigtsen      | NOR  | 7:23,63 WL DLR MR AR |
| 2                         | Yomif Kejelcha          | ETH  | 7:23,64 NR           |
| 3                         | Grant Fisher            | USA  | 7:25,47 AR           |
| 4                         | Telahun Haile Bekele    | ETH  | 7:25,48 PB           |
| 5                         | Selemon Barega          | ETH  | 7:26,28 PB           |
| 6                         | Berihu Aregawi          | ETH  | 7:28,38              |
| 7                         | Luis Grijalva           | GUA  | 7:29,43 NR           |
| 8                         | Stewart McSweyn         | AUS  | 7:31,14 SB           |
| 9                         | Brian Fay               | IRL  | 7:54,73              |
|                           | Craig Nowak (Pacemaker) | USA  | DNF                  |
| Samuel Prakel (Pacemaker) | USA                     | DNF  |                      |
| Getnet Wale               | ETH                     | DNF  |                      |

#### 110 m Hürden
| Platz | Athlet             | Land | Zeit (s)    |
| ----- | ------------------ | ---- | ----------- |
| 1     | Hansle Parchment   | JAM  | 12,93 WL PB |
| 2     | Grant Holloway     | USA  | 13,06       |
| 3     | Daniel Roberts     | USA  | 13,07       |
| 4     | Shunsuke Izumiya   | JPN  | 13,10       |
| 5     | Jason Joseph       | SUI  | 13,12       |
| 6     | Freddie Crittenden | USA  | 13,15 SB    |
| 7     | Cordell Tinch      | USA  | 13,21       |
| 8     | Jamal Britt        | USA  | 13,36       |
| 9     | Just Kwaou-Mathey  | FRA  | 13,46       |

Wind: +0,9 m/s

#### 400 m Hürden
| Platz | Athlet            | Land | Zeit (s)        |
| ----- | ----------------- | ---- | --------------- |
| 1     | Rai Benjamin      | USA  | 46,39 WL DLR MR |
| 2     | Karsten Warholm   | NOR  | 46,53           |
| 3     | Kyron McMaster    | IVB  | 47,31           |
| 4     | Alison dos Santos | BRA  | 47,44           |
| 5     | Wilfried Happio   | FRA  | 47,83           |
| 6     | Ludvy Vaillant    | FRA  | 47,93           |
| 7     | Rasmus Mägi       | EST  | 47,99 SB        |
| 8     | Trevor Bassitt    | USA  | 48,42           |
| 9     | CJ Allen          | USA  | 48,62           |

#### 3000 m Hindernis
| Platz | Athlet                  | Land | Zeit (min) |
| ----- | ----------------------- | ---- | ---------- |
| 1     | Simon Kiprop Koech      | KEN  | 8:06,26    |
| 2     | Samuel Firewu           | ETH  | 8:10,74    |
| 3     | George Beamish          | NZL  | 8:14,01    |
| 4     | Getnet Wale             | ETH  | 8:14,96    |
| 5     | Ryūji Miura             | JPN  | 8:15,45    |
| 6     | Abraham Kibiwot         | KEN  | 8:16,27    |
| 7     | Benjamin Kigen          | KEN  | 8:16,50    |
| 8     | Amos Serem              | KEN  | 8:17,99    |
| 9     | Abrham Sime             | ETH  | 8:20,08    |
| 10    | Daniel Arce             | ESP  | 8:31,53    |
|       | Craig Nowak (Pacemaker) | USA  | DNF        |

#### Hochsprung
| Platz | Athlet            | Land | Höhe (m) |
| ----- | ----------------- | ---- | -------- |
| 1     | Woo Sang-hyeok    | KOR  | 2,35 =NR |
| 2     | Norbert Kobielski | POL  | 2,33 PB  |
| 3     | JuVaughn Harrison | USA  | 2,33     |
| 4     | Hamish Kerr       | NZL  | 2,29     |
| 5     | Thomas Carmoy     | BEL  | 2,20     |
| 5     | Andrij Prozenko   | UKR  | 2,20     |

#### Stabhochsprung
| Platz | Athlet             | Land | Höhe (m) |
| ----- | ------------------ | ---- | -------- |
| 1     | Armand Duplantis   | SWE  | 6,23 WR  |
| 2     | Ernest John Obiena | PHI  | 5,82     |
| 3     | Sam Kendricks      | USA  | 5,72     |
| 4     | Kurtis Marschall   | AUS  | 5,72     |
| 5     | Christopher Nilsen | USA  | 5,72     |
| 6     | Ben Broeders       | BEL  | 5,52     |
| 7     | KC Lightfoot       | USA  | 5,52     |

#### Weitsprung
| Platz | Athlet           | Land | Weite (m) |
| ----- | ---------------- | ---- | --------- |
| 1     | Simon Ehammer    | SUI  | 8,22      |
| 2     | Tajay Gayle      | JAM  | 8,22      |
| 3     | Yūki Hashioka    | JPN  | 8,15 SB   |
| 4     | Radek Juška      | CZE  | 8,10      |
| 5     | Jarrion Lawson   | USA  | 8,02      |
| 6     | William Williams | USA  | 7,99      |
| 7     | LaQuan Nairn     | BAH  | 7,27      |

#### Dreisprung
| Platz | Athlet               | Land | Weite (m) |
| ----- | -------------------- | ---- | --------- |
| 1     | Andy Díaz            | ITA  | 17,43     |
| 2     | Hugues Fabrice Zango | BFA  | 17,25     |
| 3     | Donald Scott         | USA  | 16,84     |
| 4     | Chris Benard         | USA  | 16,07     |
|       | Will Claye           | USA  | NM        |

#### Kugelstoßen
| Platz | Athlet           | Land | Weite (m) |
| ----- | ---------------- | ---- | --------- |
| 1     | Joe Kovacs       | USA  | 22,93 SB  |
| 2     | Ryan Crouser     | USA  | 22,91     |
| 3     | Tomas Walsh      | NZL  | 22,69 SB  |
| 4     | Leonardo Fabbri  | ITA  | 22,31     |
| 5     | Payton Otterdahl | USA  | 21,43     |
| 6     | Filip Mihaljević | CRO  | 20,98     |

#### Diskuswurf
| Platz | Athlet          | Land | Weite (m) |
| ----- | --------------- | ---- | --------- |
| 1     | Matthew Denny   | AUS  | 68,43 NR  |
| 2     | Kristjan Čeh    | SVN  | 67,64     |
| 3     | Daniel Ståhl    | SWE  | 67,36     |
| 4     | Andrius Gudžius | LTU  | 65,47     |
| 5     | Lawrence Okoye  | GBR  | 65,23     |
| 6     | Sam Mattis      | USA  | 64,51     |

#### Speerwurf
| Platz | Athlet          | Land | Weite (m) |
| ----- | --------------- | ---- | --------- |
| 1     | Jakub Vadlejch  | CZE  | 84,24     |
| 2     | Neeraj Chopra   | IND  | 83,80     |
| 3     | Oliver Helander | FIN  | 83,74     |
| 4     | Andrian Mardare | MDA  | 81,79     |
| 5     | Curtis Thompson | USA  | 77,01     |
| 6     | Anderson Peters | GRN  | 74,71     |

### Frauen

#### 100 m
| Platz | Athletin              | Land | Zeit (s)  |
| ----- | --------------------- | ---- | --------- |
| 1     | Shericka Jackson      | JAM  | 10,70     |
| 2     | Marie-Josée Ta Lou    | CIV  | 10,75 =SB |
| 3     | Elaine Thompson-Herah | JAM  | 10,79 SB  |
| 4     | Sha’Carri Richardson  | USA  | 10,80     |
| 5     | Twanisha Terry        | USA  | 10,83 SB  |
| 6     | Natasha Morrison      | JAM  | 10,85 PB  |
| 7     | Dina Asher-Smith      | GBR  | 10,96     |
| 8     | Imani Lansiquot       | GBR  | 11,01     |
| 9     | Zoe Hobbs             | NZL  | 11,18     |

Wind: +0,8 m/s

#### 200 m
| Platz | Athletin            | Land | Zeit (s) |
| ----- | ------------------- | ---- | -------- |
| 1     | Shericka Jackson    | JAM  | 21,57 MR |
| 2     | Marie-Josée Ta Lou  | CIV  | 22,10 SB |
| 3     | Anthonique Strachan | BAH  | 22,16    |
| 4     | Twanisha Terry      | USA  | 22,21    |
| 5     | Daryll Neita        | GBR  | 22,35    |
| 6     | Kayla White         | USA  | 22,49    |
| 7     | Jenna Prandini      | USA  | 22,68    |
| 8     | Tasa Jiya           | NED  | 22,92    |
| 9     | Gémima Joseph       | FRA  | 23,62    |

Wind: +0,3 m/s

#### 400 m
| Platz | Athletin           | Land | Zeit (s) |
| ----- | ------------------ | ---- | -------- |
| 1     | Marileidy Paulino  | DOM  | 49,58    |
| 2     | Natalia Kaczmarek  | POL  | 50,38    |
| 3     | Lieke Klaver       | NED  | 50,47    |
| 4     | Candice McLeod     | JAM  | 50,76    |
| 5     | Sada Williams      | BAR  | 51,07    |
| 6     | Victoria Ohuruogu  | GBR  | 51,15    |
| 7     | Lynna Irby-Jackson | USA  | 51,60    |
| 8     | Aliyah Abrams      | GUY  | 51,97    |

#### 800 m
| Platz | Athletin                     | Land | Zeit (min)       |
| ----- | ---------------------------- | ---- | ---------------- |
| 1     | Athing Mu                    | USA  | 1:54,97 WL MR NR |
| 2     | Keely Hodgkinson             | GBR  | 1:55,19 NR       |
| 3     | Natoya Goule-Toppin          | JAM  | 1:55,96 NR       |
| 4     | Mary Moraa                   | KEN  | 1:57,42          |
| 5     | Halimah Nakaayi              | UGA  | 1:58,34          |
| 6     | Catriona Bisset              | AUS  | 1:58,35          |
| 7     | Rénelle Lamote               | FRA  | 1:58,51          |
| 8     | Sage Hurta-Klecker           | USA  | 1:59,65          |
| 9     | Jemma Reekie                 | GBR  | 2:00:34          |
|       | Kaylin Whitney (Pacemakerin) | USA  | DNF              |

#### 1500 m
| Platz | Athletin                    | Land | Zeit (min) |
| ----- | --------------------------- | ---- | ---------- |
| 1     | Faith Kipyegon              | KEN  | 3:50,72 MR |
| 2     | Diribe Welteji              | ETH  | 3:53,93 PB |
| 3     | Laura Muir                  | GBR  | 3:55,16 SB |
| 4     | Freweyni Hailu              | ETH  | 3:55,68 PB |
| 5     | Linden Hall                 | AUS  | 3:56,92 AR |
| 6     | Birke Haylom                | ETH  | 3:56,98    |
| 7     | Hirut Meshesha              | ETH  | 3:57,53    |
| 8     | Jessica Hull                | AUS  | 3:57,57    |
| 9     | Melissa Courtney-Bryant     | GBR  | 3:59,57    |
| 10    | Cory McGee                  | USA  | 4:01,28    |
| 11    | Ciara Mageean               | IRL  | 4:03,09    |
| 12    | Sinclaire Johnson           | USA  | 4:03,21    |
| 13    | Worknesh Mesele             | ETH  | 4:09,34    |
|       | Laurie Barton (Pacemakerin) | USA  | DNF        |

#### 5000 m
| Platz                           | Athletin                   | Land | Zeit (min)  |
| ------------------------------- | -------------------------- | ---- | ----------- |
| 1                               | Gudaf Tsegay               | ETH  | 14;00,21 WR |
| 2                               | Beatrice Chebet            | KEN  | 14:05,92 PB |
| 3                               | Ejgayehu Taye              | ETH  | 14:21,52    |
| 4                               | Lilian Kasait Rengeruk     | KEN  | 14:40,81    |
| 5                               | Lemlem Hailu               | ETH  | 14:42,29    |
| 6                               | Nozomi Tanaka              | JPN  | 14:42,38    |
| 7                               | Alicia Monson              | USA  | 14:45,98    |
| 8                               | Weini Kelati               | USA  | 15:25,62    |
|                                 | Elise Cranny (Pacemakerin) | USA  | DNF         |
| Birke Haylom                    | ETH                        | DNF  |             |
| Sinclaire Johnson (Pacemakerin) | USA                        | DNF  |             |

#### 100 m Hürden
| Platz | Athletin              | Land | Zeit (s) |
| ----- | --------------------- | ---- | -------- |
| 1     | Tobi Amusan           | NGR  | 12,33 SB |
| 2     | Jasmine Camacho-Quinn | PUR  | 12,38    |
| 3     | Kendra Harrison       | USA  | 12,44    |
| 4     | Danielle Williams     | JAM  | 12,47    |
| 5     | Megan Tapper          | JAM  | 12,48    |
| 6     | Alaysha Johnson       | USA  | 12,48    |
| 7     | Nia Ali               | USA  | 12,62    |
| 8     | Pia Skrzyszowska      | POL  | 12,81    |
| 9     | Tia Jones             | USA  | 12,82    |

Wind: +1,8 m/s

#### 400 m Hürden
| Platz | Athletin            | Land | Zeit (s) |
| ----- | ------------------- | ---- | -------- |
| 1     | Femke Bol           | NED  | 51,98 MR |
| 2     | Shamier Little      | USA  | 53,45    |
| 3     | Rushell Clayton     | JAM  | 53,56    |
| 4     | Janieve Russell     | JAM  | 53,60 SB |
| 5     | Anna Cockrell       | USA  | 54,48    |
| 6     | Ayomide Folorunso   | ITA  | 54,68    |
| 7     | Gianna Woodruff     | PAN  | 54,95    |
| 8     | Anna Ryschykowa     | UKR  | 54,98    |
| 9     | Wiktorija Tkatschuk | UKR  | 55,48    |

#### 3000 m Hindernis
| Platz | Athletin                      | Land | Zeit (min)       |
| ----- | ----------------------------- | ---- | ---------------- |
| 1     | Winfred Mutile Yavi           | BHR  | 8:50,66 WL MR AR |
| 2     | Beatrice Chepkoech            | KEN  | 8:51,67 SB       |
| 3     | Faith Cherotich               | KEN  | 8:59,65 PB       |
| 4     | Jackline Chepkoech            | KEN  | 9:01,18          |
| 5     | Zerfe Wondemagegn             | ETH  | 9:05,36          |
| 6     | Maruša Mišmaš Zrimšek         | KEN  | 9:08,11          |
| 7     | Sembo Almayew                 | ETH  | 9:13,08          |
| 8     | Marwa Bouzayani               | TUN  | 9:17,15          |
| 9     | Courtney Wayment              | USA  | 9:20,69          |
| 10    | Alice Finot                   | FRA  | 9:41,09          |
|       | Peruth Chemutai (Pacemakerin) | UGA  | DNF              |

#### Hochsprung
| Platz | Athletin              | Land | Höhe (m)    |
| ----- | --------------------- | ---- | ----------- |
| 1     | Jaroslawa Mahutschich | UKR  | 2,03 WL     |
| 2     | Nicola Olyslagers     | AUS  | 2,03 =WL AR |
| 3     | Angelina Topić        | SRB  | 1,95        |
| 4     | Vashti Cunningham     | USA  | 1,91        |
| 5     | Morgan Lake           | GBR  | 1,90        |
| 5     | Julija Lewtschenko    | UKR  | 1,91        |
| 7     | Iryna Heraschtschenko | UKR  | 1,87        |

#### Stabhochsprung
| Platz | Athletin      | Land | Höhe (m) |
| ----- | ------------- | ---- | -------- |
| 1     | Katie Moon    | USA  | 4,86 MR  |
| 2     | Tina Šutej    | SVN  | 4,81 PB  |
| 3     | Sandi Morris  | USA  | 4,71     |
| 4     | Wilma Murto   | FIN  | 4,71     |
| 5     | Nina Kennedy  | AUS  | 4,56     |
| 6     | Roberta Bruni | ITA  | 4,56     |

#### Weitsprung
| Platz | Athletin          | Land | Weite (m) |
| ----- | ----------------- | ---- | --------- |
| 1     | Ivana Vuleta      | SRB  | 6,85      |
| 2     | Ese Brume         | NGR  | 6,85 SB   |
| 3     | Quanesha Burks    | USA  | 6,77      |
| 4     | Brooke Buschkuehl | AUS  | 6,71      |
| 5     | Jazmin Sawyers    | GBR  | 6,68      |
| 6     | Taliyah Brooks    | USA  | 6,45      |

#### Dreisprung
| Platz | Athletin          | Land | Weite (m)   |
| ----- | ----------------- | ---- | ----------- |
| 1     | Yulimar Rojas     | VEN  | 15,35 WL MR |
| 2     | Shanieka Ricketts | JAM  | 15,03 SB    |
| 3     | Kimberly Williams | JAM  | 14,61 SB    |
| 4     | Dariya Derkach    | ITA  | 14,52 PB    |
| 5     | Thea LaFond       | DMA  | 14,46       |

#### Kugelstoßen
| Platz | Athletin            | Land | Weite (m)      |
| ----- | ------------------- | ---- | -------------- |
| 1     | Chase Ealey         | USA  | 20,76 WL MR NR |
| 2     | Sarah Mitton        | CAN  | 19,94          |
| 3     | Auriol Dongmo       | POR  | 19,92 PB       |
| 4     | Jessica Schilder    | NED  | 19,88 SB       |
| 5     | Magdalyn Ewen       | USA  | 19,82          |
| 6     | Danniel Thomas-Dodd | JAM  | 19,17          |

#### Diskuswurf
| Platz | Athletin             | Land | Weite (m) |
| ----- | -------------------- | ---- | --------- |
| 1     | Valarie Allman       | USA  | 68,66     |
| 2     | Laulauga Tausaga     | USA  | 68,36     |
| 3     | Sandra Perković      | CRO  | 66,85     |
| 4     | Jorinde van Klinken  | NED  | 66,03     |
| 5     | Kristin Pudenz       | GER  | 62,96     |
| 6     | Claudine Vita        | GER  | 61,51     |
| 7     | Mélina Robert-Michon | FRA  | 61,26     |

#### Speerwurf
| Platz | Athletin          | Land | Weite (m) |
| ----- | ----------------- | ---- | --------- |
| 1     | Haruka Kitaguchi  | JPN  | 63,78     |
| 2     | Tori Peeters      | NZL  | 61,30     |
| 3     | Mackenzie Little  | AUS  | 61,24     |
| 4     | Maggie Malone     | USA  | 60,42     |
| 5     | Līna Mūze-Sirmā   | LAT  | 59,69     |
| 6     | Victoria Hudson   | AUT  | 57,99     |
| 7     | Liveta Jasiūnaitė | LTU  | 57,45     |